# Love Is in the Air
"Love Is in the Air " is een disconummer van de Australische zanger John Paul Young uit 1977.
Het is geschreven door George Young (geen familie) en Harry Vanda en uitgebracht als de eerste single van Youngs vierde studioalbum, Love Is in the Air (1978). 
Het nummer werd een wereldwijde hit in 1978. Het haalde de top 3 in Australië, Noorwegen, Oostenrijk, Vlaanderen, West-Duitsland, Zuid-Afrika en Zweden. In Nederland haalde het de elfde plek, in de Verenigde Staten 7 en in het Verenigd Koninkrijk 5. 
In 1994 coverde Nico Landers het nummer, met Nederlandstalige teksten van Mike Vincent, onder de titel Liefde in de nacht. Ook deze versie haalde de elfde positie in de Nederlandse Top 40.

## NPO Radio 2 Top 2000
| Nummer met noteringen in de NPO Radio 2 Top 2000 | '99  | '00  | '01  | '02  | '03 | '04  |
| ------------------------------------------------ | ---- | ---- | ---- | ---- | --- | ---- |
| Love Is in the Air                               | 1663 | 1848 | 1935 | 1950 | -   | 1966 |

1. ↑  Een '-' betekent dat het nummer niet was genoteerd en een vetgedrukt getal geeft de hoogste notering aan.
2. ↑  Deze tabel is bijgewerkt tot en met de laatste editie (2024).